# Türkische Handballmeisterschaft der Männer
Die türkische Handballmeisterschaft der Männer (türkisch Türkiye Erkekler Hentbol Süper Ligi / Handball-Superliga der Männer) ist die höchste Spielklasse in der Türkei für Vereinsmannschaften im Handball der Männer. Ausgerichtet wird sie seit 1978 von der Türkiye Hentbol Federasyonu.

## Modus
12 Vereine spielen in der Hauptrunde in Hin- und Rückspiel jeder gegen jeden. Die beiden  Letztplatzierten steigen in die zweite Liga ab. Die Mannschaften auf den Plätzen 5 bis 8 spielen im Play-off-System im Modus Best-of-3 im Halbfinale überkreuz die Teilnehmer der Spiele um die Ränge 5/6 und 7/8 aus. Die Mannschaften auf den Plätzen 1 bis 4 spielen in gleicher Weise in der Finalrunde die Plätze 1 bis 4 aus. Der Sieger der Finalrunde ist türkischer Meister. Nach Abschluss der Play-offs spielen der Vierte und Fünfte in einem einzigen Spiel untereinander den vierten Platz aus. Die besten drei Mannschaften erhalten einen Startplatz für den EHF European Cup. Sollte der türkische Pokalsieger unter diesen Mannschaften sein, erhält der Viertplatzierte der Play-offs dessen zusätzlichen Startplatz.

## Vereine 2024/25
| Verein                        | Ort        |
| ----------------------------- | ---------- |
| Beşiktaş Safi Çimento (M, P)  | Istanbul   |
| Sakarya Büyükşehir Belediyesi | Sakarya    |
| Beykoz Belediyesi             | Beykoz     |
| Nilüfer Belediyesi            | Nilüfer    |
| Spor Toto Spor Kulübü         | Ankara     |
| Köyceğiz Belediyesi           | Köyceğiz   |
| İzmir Büyükşehir Belediyesi   | İzmir      |
| Konya Büyükşehir Belediyesi   | Konya      |
| Rize Belediyesi               | Rize       |
| Trabzon Büyükşehir Belediyesi | Trabzon    |
| Mihalıççık Belediyesi SK (A)  | Mihalıççık |
| Güneysu Spor Kulübü (A)       | Güneysu    |

Anmk.: M=Meister, P=Pokalsieger, A=Aufsteiger, Vereine sortiert nach Vorjahresplatzierung

## Meister nach Jahr
- 1979: MTA SK Ankara
- 1980: MTA SK Ankara
- 1981: Beşiktaş Istanbul
- 1982: Beşiktaş Istanbul
- 1983: İstanbul Bankası Yenişehir
- 1984: İstanbul Bankası Yenişehir
- 1985: İstanbul Bankası Yenişehir
- 1986: Tarsus Idman Yurdu Erkutspor
- 1987: Ankara Halkbank SK
- 1988: Ankara Halkbank SK
- 1989: Arçelik SK Istanbul
- 1990: Polisgücü Eskisehir
- 1991: Polisgücü Eskisehir
- 1992: Ankara Halkbank SK
- 1993: Polisgücü Eskisehir
- 1994: Ankara Halkbank SK
- 1995: Çankaya Belediye SK
- 1996: Çankaya Belediye SK
- 1997: Çankaya Belediye SK
- 1998: ASKİ SK Ankara
- 1999: Çankaya Belediye SK
- 2000: ASKİ SK Ankara
- 2001: ASKİ SK Ankara
- 2002: ASKİ SK Ankara
- 2003: ASKİ SK Ankara
- 2004: ASKİ SK Ankara
- 2005: Beşiktaş Istanbul
- 2006: Spor Toto SK
- 2007: Beşiktaş Istanbul
- 2008: İzmir BŞB
- 2009: Beşiktaş Istanbul
- 2010: Beşiktaş Istanbul
- 2011: Beşiktaş Istanbul
- 2012: Beşiktaş Istanbul
- 2013: Beşiktaş Istanbul
- 2014: Beşiktaş Istanbul
- 2015: Beşiktaş Istanbul
- 2016: Beşiktaş Istanbul
- 2017: Beşiktaş Istanbul
- 2018: Beşiktaş Istanbul
- 2019: Beşiktaş Istanbul
- 2020: Saisonabbruch wegen der COVID-19-Pandemie
- 2021: Spor Toto SK
- 2022: Beşiktaş Istanbul
- 2023: Beykoz Belediye SK
- 2024: Beşiktaş Istanbul
- 2025: Beşiktaş Istanbul

## Meister nach Titeln
| Rang | Verein                       | Anzahl | Jahre |
| ---- | ---------------------------- | ------ | --- |
| 1    | Beşiktaş Safi Çimento        | 18     | 1981, 1982, 2005, 2007, 2009, 2010, 2011, 2012, 2013, 2014, 2015, 2016, 2017, 2018, 2019, 2022, 2024, 2025 |
| 2    | ASKİ SK Ankara               | 6      | 1998, 2000, 2001, 2002, 2003, 2004                                                                         |
| 3    | Halkbank Ankara              | 4      | 1987, 1988, 1992, 1994                                                                                     |
| 3    | Çankaya Belediye SK          | 4      | 1995, 1996, 1997, 1999                                                                                     |
| 5    | İstanbul Bankası Yenişehir   | 3      | |
| 5    | Polisgücü Eskisehir          | 3      | 1990, 1991, 1993                                                                                           |
| 7    | MTA SK Ankara                | 2      | 1979, 1980                                                                                                 |
| 7    | Spor Toto SK                 | 2      | 2006, 2021                                                                                                 |
| 9    | Tarsus Idman Yurdu Erkutspor | 1      | 1986 |
| 9    | Arçelik SK Istanbul          | 1      | 1989 |
| 9    | İzmir BŞB                    | 1      | 2008 |
| 9    | Beykoz Belediye SK           | 1      | 2023 |